# Richwood (Virginia Occidentale)
Richwood è un comune degli Stati Uniti d'America, nella contea di Nicholas nello Stato della Virginia Occidentale.